# Atocongo (Metro de Lima y Callao)
La estación Atocongo es la séptima estación de la Línea 1 del Metro de Lima y Callao. Está ubicada en la primera cuadra de la avenida Los Héroes, cerca al cruce con la carretera Panamericana Sur, en el distrito de San Juan de Miraflores. Es la primera estación en sentido Sur - Norte en ser elevada.

## Historia
La estación se construyó entre 1993 y 1994 como parte del primer tramo, luego de una breve paralización de la obra civil. Una vez terminada su construcción y equipamiento electromecánico, se realizaron algunos viajes desde y hasta la estación Villa El Salvador de manera esporádica.
Desde 1995, fue la estación terminal norte de la línea, con reinicio de las obras en 2010 la estación fue remodelada y se continuó la extensión del viaducto hasta el distrito de Lima y recientemente con el tramo 2 hasta la estación Bayóvar en el distrito de San Juan de Lurigancho. Entró en operación el 11 de julio de 2011, durante el segundo gobierno de Alan García Pérez.

## Accesos
El ingreso a la estación se realiza desde las veredas de la avenida Los Héroes, a través de puentes peatonales que conectan con el segundo nivel de la estación (zona de Torniquetes y Boletería). Las plataformas norte y sur se encuentran en el tercer nivel y están conectadas internamente.